# Isle of Sheppey
Die Isle of Sheppey ist eine englische Insel im Mündungstrichter (Ästuar) der Themse.
Die insgesamt flache und sumpfige Insel liegt mit einer Fläche von ca. 94 km² vor der Nordküste der Grafschaft Kent, etwa 40 km östlich von Groß-London, und hatte 2001 ca. 38.000 Bewohner.
Vom Festland ist sie durch den schmalen Priel „The Swale“ getrennt. Ursprünglich nur mit zwei Fähren zu erreichen, ist die Insel seit 1860 über eine Eisenbahnbrücke bei Queenborough, seit 1959 eine kombinierte Eisenbahn- und Straßenbrücke, mit dem Festland verbunden.
Auf der Insel finden sich große Freiflächen und Hafenanlagen, die u. a. dem Import und Export sowie der Lagerung nicht verkäuflicher Kraftfahrzeuge dienen.
Südlich des Dorfes Eastchurch befinden sich die Gefängnisse HMP Elmley, HMP Standford Hill und HMP Swaleside für etwa 2800 Häftlinge.
Der deutsche Schriftsteller Uwe Johnson lebte ab 1974 bis zu seinem Tod 1984 in Sheerness on Sea auf der Isle of Sheppey.

## Weblinks

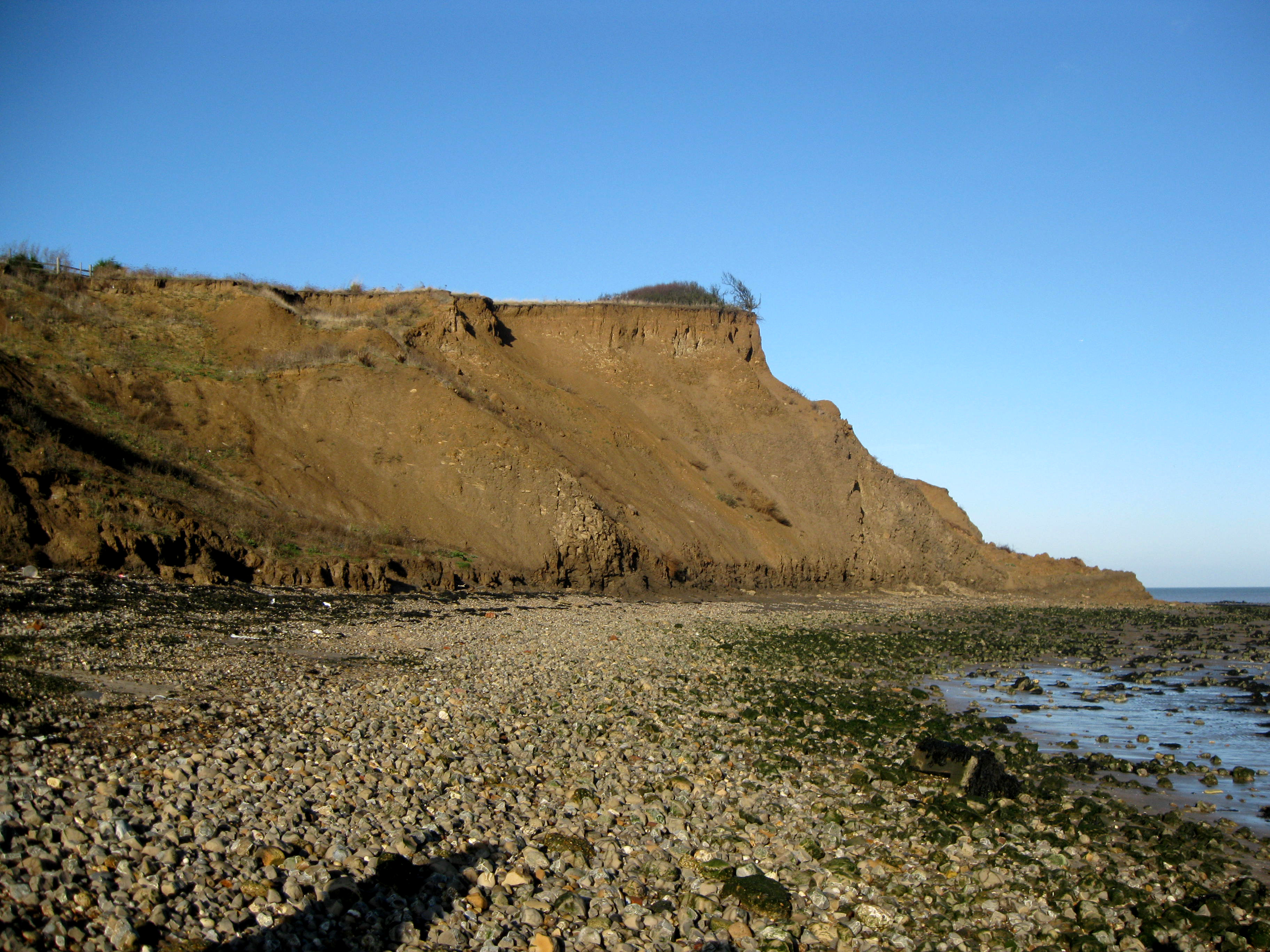
Eine erodierende Landzunge auf der Isle of Sheppey
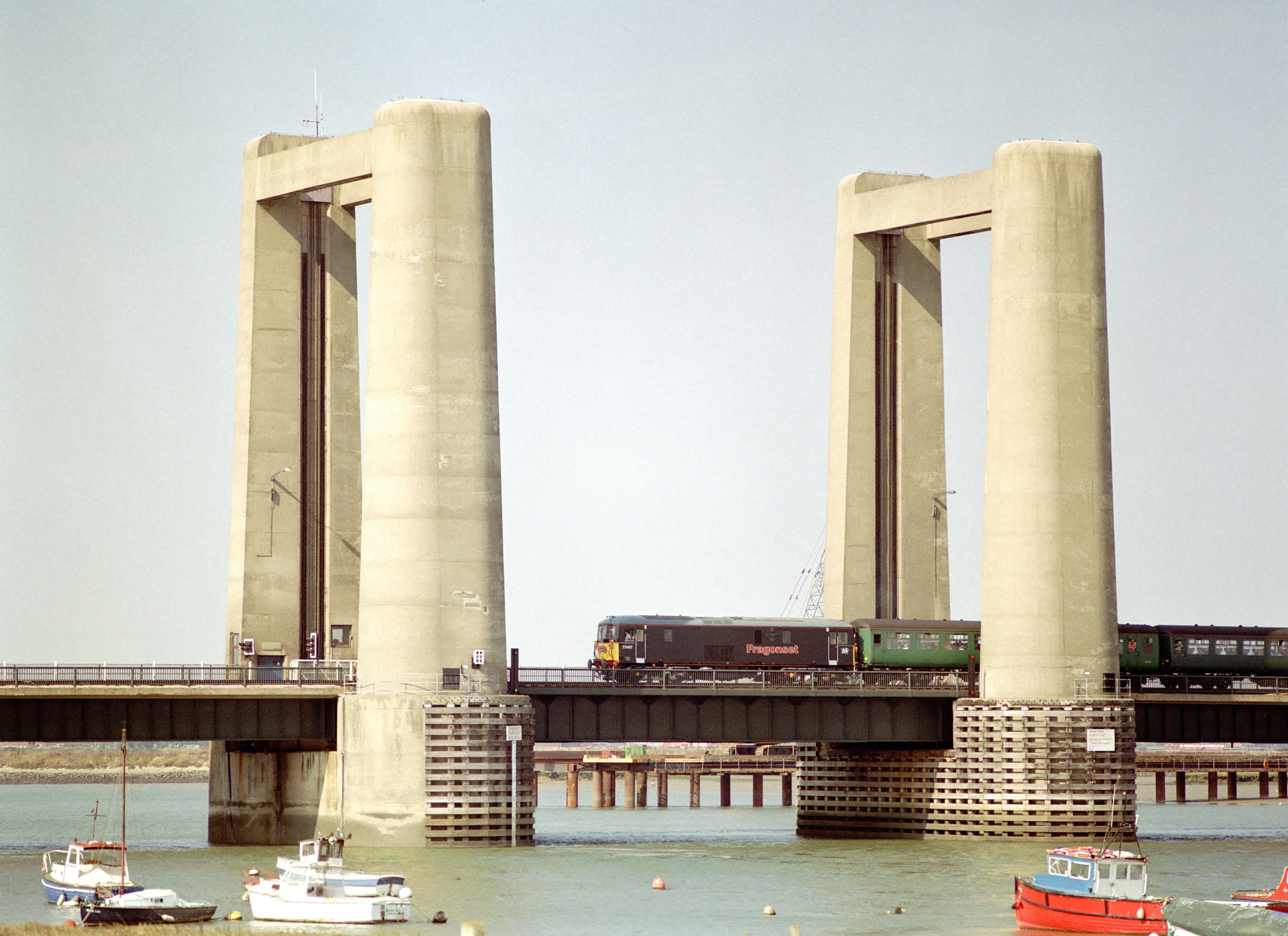
Die das Festland mit der Insel verbindende Eisenbahnbrücke „Kingsferry Bridge“
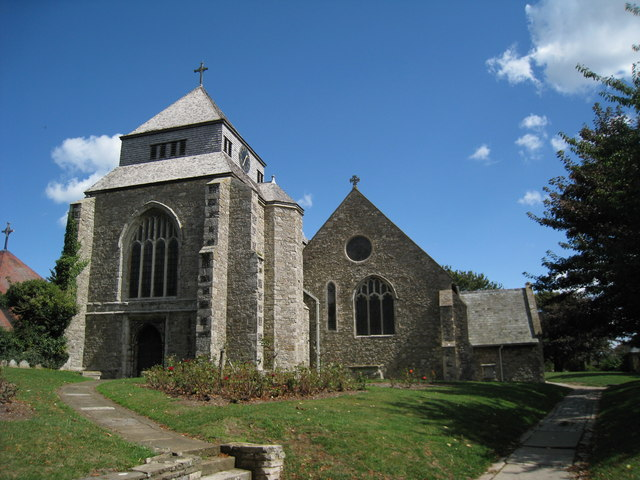
Minster Abbey